# Metro Barcelona
Die 1924 eröffnete Metro Barcelona ist das U-Bahn-System in der zweitgrößten Stadt Spaniens und bietet ein umfangreiches Netz elektrisch betriebener Eisenbahnstrecken, die größtenteils im Tunnel verlaufen. Die Linien 6, 7, 8 und 12 werden vom Verkehrsunternehmen Ferrocarrils de la Generalitat de Catalunya (FGC), alle anderen Strecken von Transports Metropolitans de Barcelona (TMB) betrieben.
Die U-Bahn-Linien beider Betreiber werden durch die im Stadtgebiet meistens im Tunnel geführten S-Bahn-Strecken der Rodalies Barcelona ergänzt.

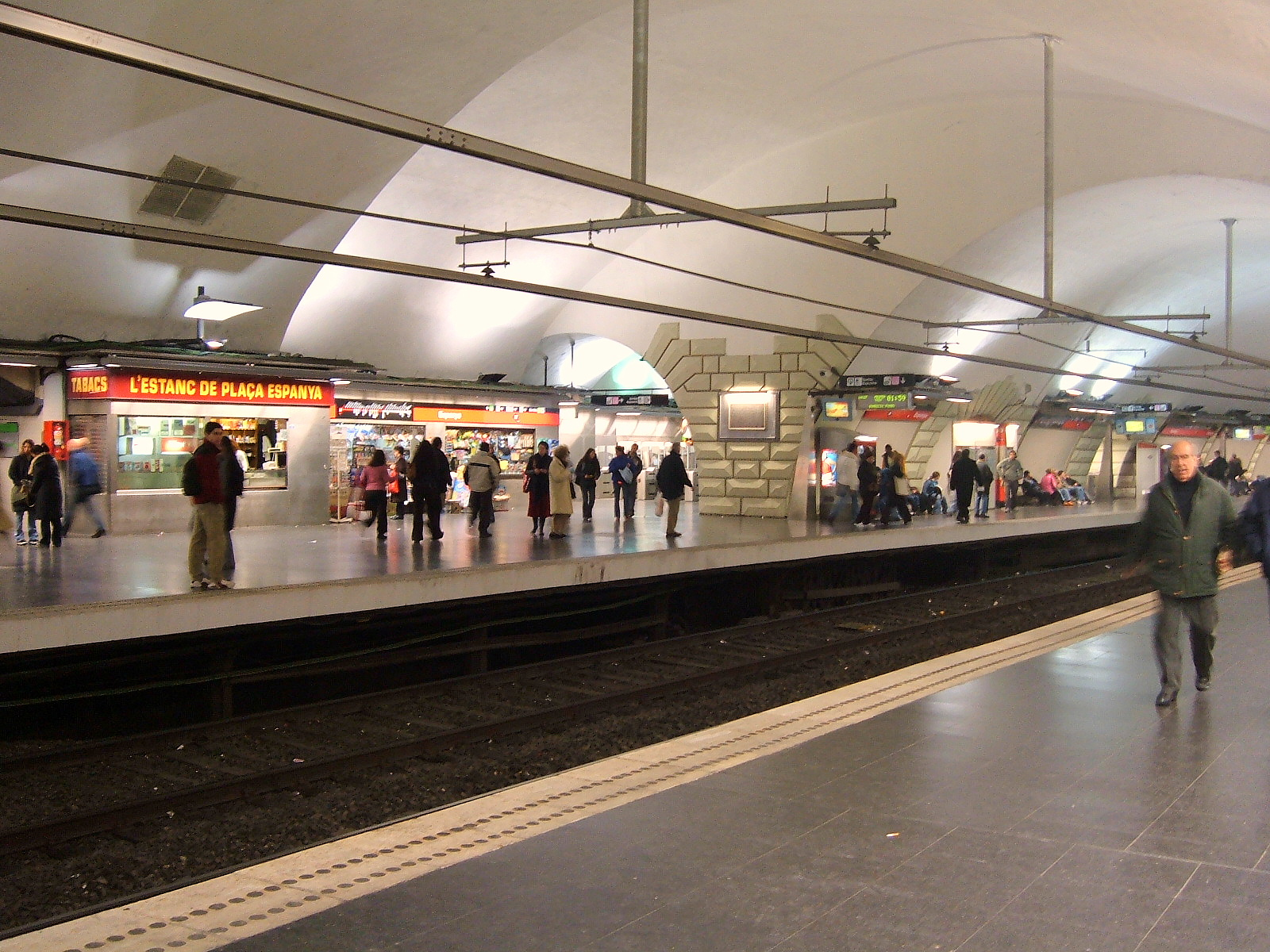
U-Bahn-Station Plaça Espanya (L1, L3)

## Liniennetz
Das Metronetz Barcelonas besteht aus zwölf Linien mit insgesamt 170 Kilometer Linienlänge und 183 Stationen. Die U-Bahn befördert pro Jahr etwa 450 Millionen Fahrgäste. Die Linie 1 verkehrt auf iberischer Breit-, die Linie 8 auf Meterspur, die anderen Strecken sind regelspurig.
Die Linie 6 bildet den Stadtabschnitt der FGC-Regelspurstrecken nach Terrassa und Sabadell, die Linie 8 den der Meterspurstrecken nach Igualada und Manresa. Die die Gesamtstrecken bedienenden Züge laufen auf den Stadtabschnitten mit den reinen U-Bahn-Zügen mit, sie bedienen jedoch teilweise nicht alle Halte.
| Linie | Betreiber | Strecke                                           | Eröffnung   | Länge    | Bahnhöfe              |
| ----- | --------- | ------------------------------------------------- | ----------- | -------- | --------------------- |
| 01    | TMB       | Hospital de Bellvitge – Fondo                     | 1926        | 20,72 km | 30                    |
| 02    | TMB       | Paral·lel – Badalona Pompeu Fabra                 | 1995        | 13,7 km  | 18                    |
| 03    | TMB       | Zona Universitària – Trinitat Nova                | 1924        | 18,3 km  | 26                    |
| 04    | TMB       | Trinitat Nova – La Pau                            | 1926        | 17,21 km | 22                    |
| 05    | TMB       | Cornellà Centre – Vall d’Hebron                   | 1930        | 16,56 km | 23                    |
| 06    | FGC       | Plaça Catalunya – Sarrià                          | 1929        | 4,8 km   | 8                     |
| 07    | FGC       | Plaça Catalunya – Avinguda Tibidabo               | 1954        | 4,63 km  | 7                     |
| 08    | FGC       | Plaça Espanya – Molí Nou – Ciutat Cooperativa     | 1912        | 12,0 km  | 11                    |
| 09    | TMB       | Flughafen El-Prat Terminal 1 – Zona Universitària | 2016        | 19,6 km  | 15                    |
| 09    | TMB       | La Sagrera – Can Zam                              | 2009        | 7,8 km   | 10 (52 im Endzustand) |
| 10    | TMB       | La Sagrera – Gorg                                 | 2010        | 5,4 km   | 6                     |
| 10    | TMB       | Zona Franca – Collblanc                           | 2018        | 4,5 km   | 8                     |
| 11    | TMB       | Trinitat Nova – Can Cuiàs                         | 2003        | 2,3 km   | 5                     |
| 12    | FGC       | Sarrià – Reina Elisenda                           | 2016 (1976) | 0,6 km   | 2                     |

Im Liniennetz der Metro werden außerdem die sechs Linien T1–T6 der Straßenbahn Barcelona dargestellt.

## Geschichte

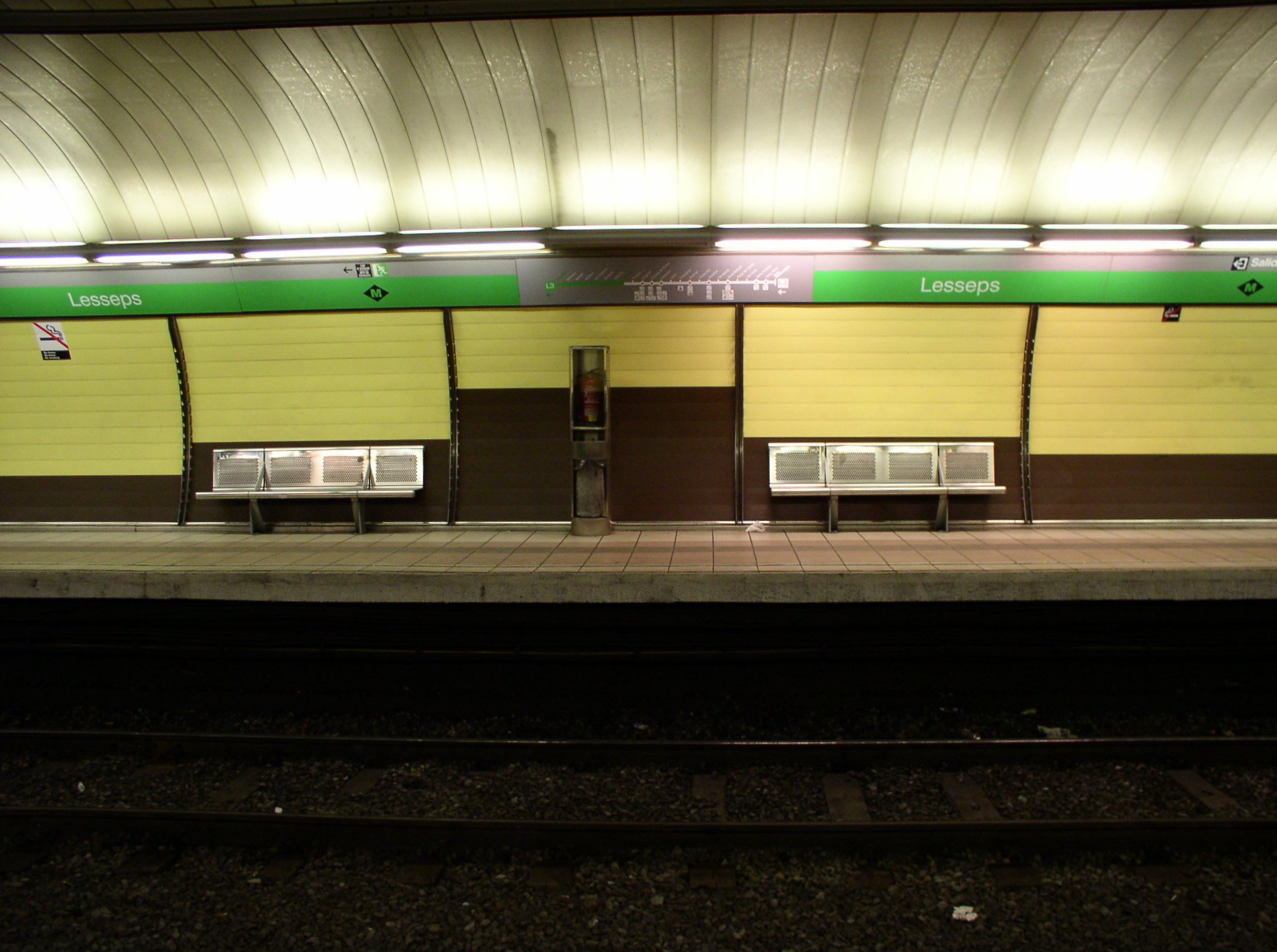
Station Lesseps (L3)

Am 30. Dezember 1924 wurde die erste U-Bahn zwischen Catalunya und Lesseps eröffnet. Sie war von der Gran Metropolitano de Barcelona erbaut worden. So bekam die Linie, heute die L3, ihren Namen „Gran Metro“. Bereits eineinhalb Jahre später, am 10. Juni 1926, wurde eine weitere U-Bahn-Linie zwischen Bordeta und Catalunya in Betrieb genommen, die jedoch vom Konkurrenzunternehmen Metropolitano Transversal erbaut und betrieben wurde. Sie transportierte vor allem die Besucherströme der 1929 in Barcelona stattfindenden Weltausstellung. Der ursprüngliche Grund für den Bau der Linie war jedoch, eine Verbindung zwischen zwei Eisenbahnstrecken herzustellen, was auch die Wahl der iberischen Breitspur erklärt. Zwischen Universitat und Arc de Triomf gibt es einen viergleisigen Abschnitt, der sowohl von der U-Bahn als auch von der Renfe benutzt wird. Am 19. Dezember 1926 wurde ein Linienast der Gran Metro von Aragón (heute Passeig de Gràcia) nach Jaume I in Betrieb genommen. Dieser Teil wird heute von der separaten Linie L4 befahren.
Bis 1946 gab es aufgrund der schlechten Wirtschaftslage nur wenige Eröffnungen neuer Linien. Vor allem wurde das bestehende Netz ausgebaut. Seit 1939 die Francodiktatur in Spanien herrschte, wurden alle katalanischen Namen der Stationen entfernt, nur noch spanische Bezeichnungen waren dort zu sehen.

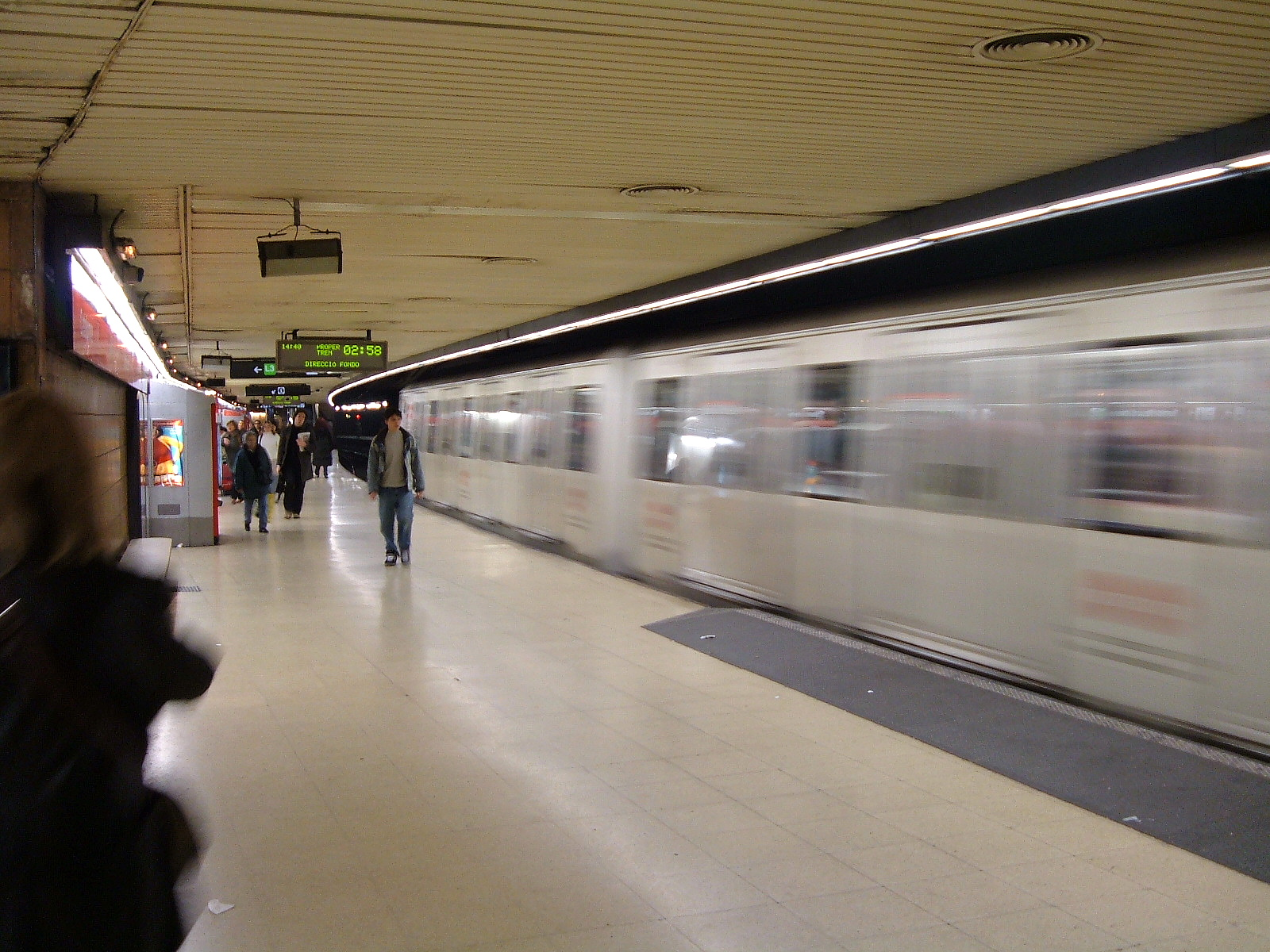
Station Plaça Catalunya (L1, L3)

1951 übernahm die Gemeinde Barcelona die beiden konkurrierenden Unternehmen Gran Metropolitano de Barcelona und Metropolitano Transversal. Ziel war es, ein U-Bahn-Netz zu bauen, das den steigenden Fahrgastzahlen gerecht werden sollte. Bis 1954 wurde die L1 verlängert. Sie verkehrt seit dem 15. Mai 1954 von Santa Eulàlia bis nach Fabra i Puig. Fünf Jahre später, am 21. Juli 1959, wurde die neue U-Bahn-Linie L5 zwischen Sagrera und Vilapicina eröffnet. Eigentlich sollten die Tunnel für die L2, die schon in den 30er Jahren errichtet worden waren, genutzt werden; man entschied sich jedoch für eine Teillösung mit der L5. Diese Linie wurde im Gegensatz zu den anderen per Oberleitung mit Strom versorgt. Inzwischen sind sämtliche Metrolinien auf Oberleitungsbetrieb umgestellt.

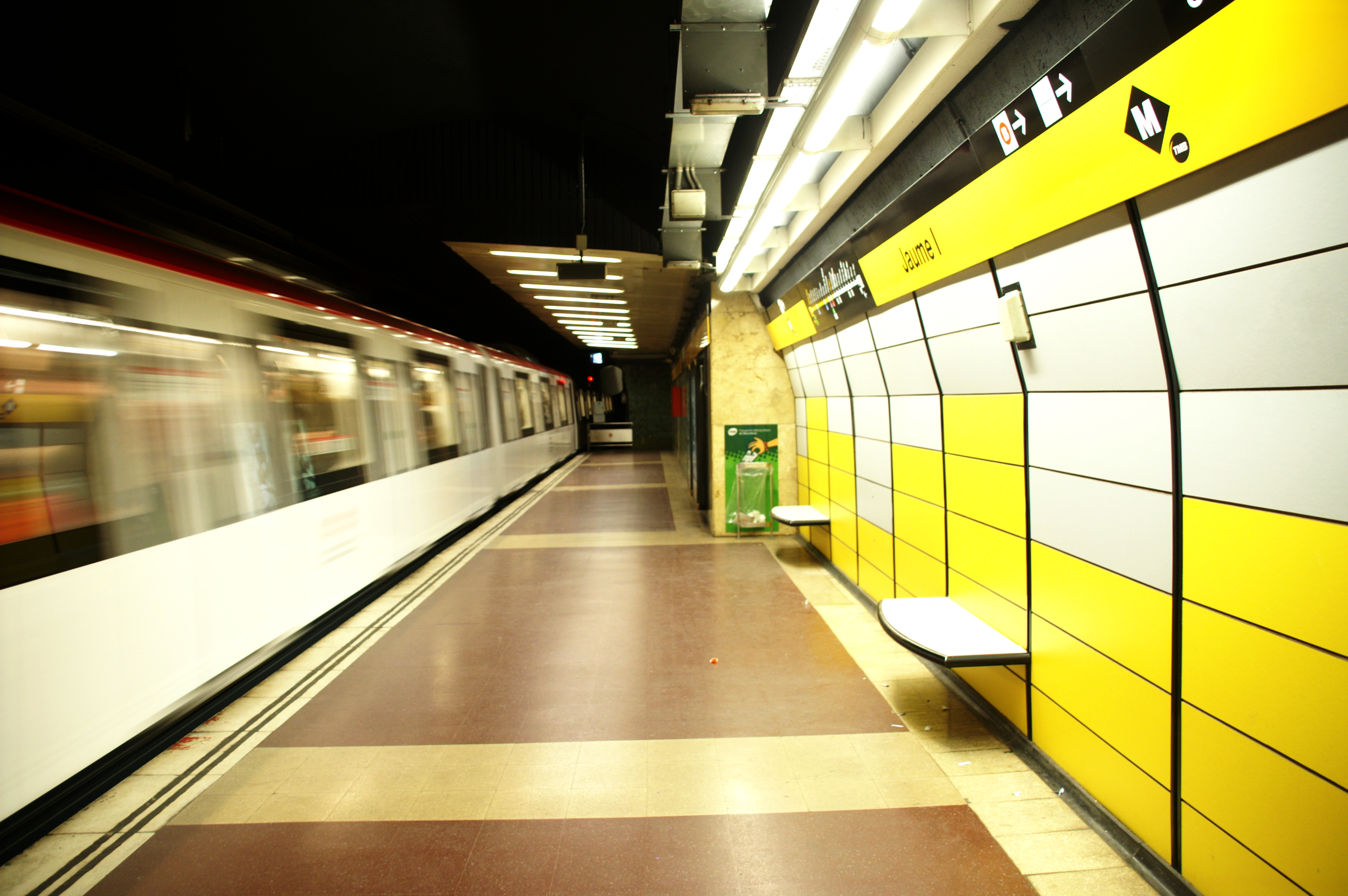
Station Jaume 1 (L4)

1961 schlossen sich die zwei Gesellschaften zu einer zusammen. In den folgenden Jahren und Jahrzehnten wurde das bestehende Metronetz durch Verlängerungen weiter ausgebaut. Am 25. September 1995 ging jedoch die neue L2 zwischen Sant Antoni und Sagrada Família in Betrieb, deren Tunnel teilweise schon 1929 gebaut worden war. 2002 übernahm die L2 den Abschnitt der L4 zwischen La Pau und Pep Ventura. Am 14. Dezember 2003 ging wiederum eine neue Linie, die L11, in Betrieb. Sie wird als „Leichtmetro“ (Metro lleuger) bezeichnet und fungiert als Zubringer zur L4. Auf der 2,1 km langen, eingleisigen Tunnelstrecke mit einer Ausweiche verkehren Zweiwagenzüge.

## Fahrzeuge
Diese Tabelle enthält die Informationen zu den einzelnen Baureihen (spanisch: serie), die auf dem TMB-Netz der U-Bahn verkehren.
| Baureihe | Bild | Linien                | Bemerkung |
| -------- | ---- | --------------------- | --- |
| 500      |      | 11                    | Automatischer Zugbetrieb zwischen Can Cuiàs y Casa de l’Aigua                                                                                    |
| 2000     |      | 03                    | |
| 2100     |      | 04                    | |
| 3000     |      | 03                    | |
| 4000     |      | 01                    | Breitspurausführung der Baureihe 3000 (Wagenkastenbreite: 3,10 Meter). Ehemals Betrieb mit Seitenstromschiene, auf Deckenstromschienen umgebaut. |
| 5000     |      | 03 05                 | |
| 6000     |      | 01                    | Breitspurausführung der Baureihe 5000 (Wagenkastenbreite: 3,10 Meter)                                                                            |
| 7000     |      | 03                    | CAF-Züge der neuesten Generation |
| 8000     |      | 01                    | Breitspurvariante der Baureihe 7000 |
| 9000     |      | 02 04 09N 09S 10N 10S | Ausführung mit Führerständen auf den Linien , ohne Führerstände auf den Linien (vollautomatischer Zugbetrieb)                                    |

## Ausbau und Planungen

Streckenführung der Linien 9 und 10

Neben den kleinen Netzergänzungen soll auch eine Linie komplett neu errichtet werden. Die L9/10 wird mit 42 km und 46 Stationen die Stadt durchqueren. Diese Linie, die vollautomatisch betrieben werden soll, wird sowohl im Südwesten zum Flughafen und nach Zona Franca ZAL als auch im Nordosten nach Badalona und Can Zam zwei Äste haben.

Tunnelquerschnitte (rechts mit Station)

Eine Besonderheit der L9/10 ist der Doppelstocktunnel, das heißt, dass nur ein großer Tunnel mit zwei Etagen errichtet wird, in denen die Züge fahren.
Der erste Teilabschnitt der L9 zwischen Can Zam und Can Peixauet wurde am 13. Dezember 2009 eröffnet. Seit dem 12. Februar 2016 ist auch das 19,6 km lange Teilstück zwischen dem Flughafen El Prat und Zona Universitària für den Verkehr freigegeben.
Dadurch ist der Flughafen erstmals an das Metronetz angeschlossen. Die Inbetriebnahme des ersten Teilabschnitts der L10 (Bon Pastor bis Gorg) war im März 2010 geplant. Im Sommer 2010 erreichten beide Linien bereits die Station La Sagrera, wo ein Übergang zu den Linien L1 und L5 besteht. Im Süden der Linien wurde im September eine Teilstrecke der Linie 10 eröffnet: Züge der Linie 10 fahren nun von Torrassa bis Can Tries|Gornal auf dem gemeinsamen Abschnitt der Linien 9 und 10 und anschließend noch zwei Stationen weiter auf dem neu in Betrieb genommenen Zweig der Linie 10 in Richtung Zona Franca.
Weitere Streckenteile befinden sich in Bau. An der Plaça de Lesseps im Stadtteil Gràcia gibt es eine große Baugrube der L9/L10, dort wird die Verknüpfung zur L3 gebaut. Der Lückenschluss zwischen dem Nord- und dem Südabschnitt der Linien 9/10 war für 2023[veraltet] erwartet worden, inzwischen wird mit einer Fertigstellung im Jahr 2027 gerechnet.

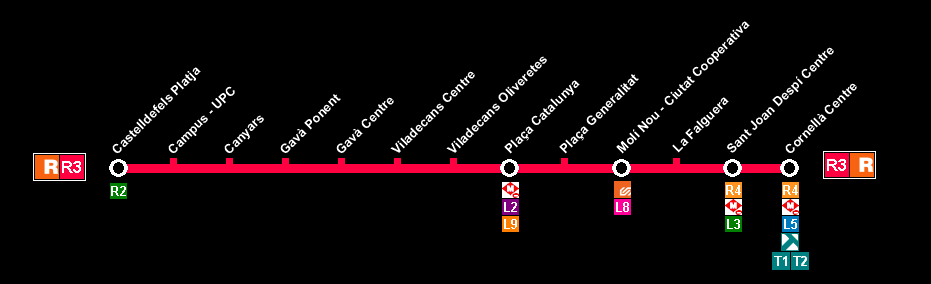
Linienschema der R3

Weiterhin sind noch die Linien R3 und L13 geplant. Die Linie R3 (ehemals L12) wird einer S-Bahn ähneln und das Zentrum mit Vororten verbinden. Die Bahnhöfe außerhalb der Kernzone werden neu gebaut, in Barcelona werden bestehende Strecken genutzt. Die Linie L13 ist wie die L11 eine Art „Leichtmetro“ (Metro lleuger) mit drei Stationen und als Zubringer zur L1 und L2 in Badalona geplant.

## Besonderheiten
Die Stationen werden in den Wagen von zwei verschiedenen Sprechern angesagt. Hierbei sagt der Sprecher A zunächst „Pròxima estació“ („Nächste Station“), der Sprecher B den Stationsnamen, anschließend folgen bei Bedarf die Umsteigemöglichkeiten.
Das Sprecherpaar A und B besteht aus einem männlichen und einem weiblichen Part. Auf den meisten Linien wird der Part A von einem Mann, der Part B von einer Frau gesprochen, auf der Linie 1 hingegen ist es in den älteren Fahrzeugen umgekehrt. Die Umsteigemöglichkeiten werden immer von einem Mann angesagt.

## Tarife
In Barcelona existiert ein Verkehrsverbund mit einem Zonentarif in Ringform, die klassischen U-Bahn-Strecken liegen jedoch alle in der Kernzone 1. Für Fahrten zum und vom Flughafen gibt es jedoch besondere Fahrkarten und Preise. Die Mehrfahrtenkarte T-casual gilt für zehn Einzelfahrten. Es gibt auch Tages- und Mehrtageskarten für unbegrenzte Fahrten im Geltungszeitraum. Bei der U-Bahn sind Einzelfahrten ab dem Entwertungszeitpunkt zwei Stunden gültig.